# カイワレハンマーツアー2018 【配達ガワリノ挨拶マワシ】ツアーファイナル 2018.2.18(日)@豊洲ピット
『カイワレハンマーツアー2018 【配達ガワリノ挨拶マワシ】ツアーファイナル 2018.2.18(日)@豊洲ピット』は、日本の音楽ユニット・カイワレハンマーの『Sequel』初回限定盤に入っている映像作品である。

## 内容
カイワレハンマーの TOUR 2017-2018 〜配達ガワリノ挨拶マワリ〜の2月18日に豊洲ピットで行われた公演様子のほか、メイキングが入っている。カイワレハンマーの5thアルバム『Regression』収録曲『GO MY WAY -STEP BY STEP-』の本人版MVが収録されている。

## 収録映像曲
本編
1. 第四ノ刺客
2. 五番目ノ砦
3. メデューサ
4. RUSH HOUR
5. げぇむのすたるじっく
6. 【予想外】もう無理です...
7. BEME vs imiga
8. スピニングヒストリー
9. HARUKAZE
10. KOKOMO
11. 帰りの会
12. 天使と悪魔
13. 三角係
14. 凸凹フレンド
15. suite room
16. play with love
17. ネオン
18. ちょっと一息
19. 一方通行
20. 注文の多い料理店
21. 第一次卓上大戦争
22. sprout 2018
23. Break Down
24. Top&Go-突破口-
25. 最高path

アンコール
1. 【ありがとう】これからも
2. 動画投稿2016
3. GO MY WAY -STEP BY STEP-